# Sphenomorphus neuhaussi
Sphenomorphus neuhaussi este o specie de șopârle din genul Sphenomorphus, familia Scincidae, descrisă de Vogt 1911. Conform Catalogue of Life specia Sphenomorphus neuhaussi nu are subspecii cunoscute.